# Виктор Ханеску
Виктор Ханеску (рум. Victor Hănescu; Букурешт, Румунија, 21. јул 1981) је бивши румунски професионални тенисер. Његова најбоља позиција у синглу на АТП листи је 26. на којој је био у јулу 2009.
Ханеску је наступао за румунску Дејвис куп репрезентацију.

## АТП финала

### Појединачно: 5 (1–4)
| Легенда                        |
| ------------------------------ |
| Гренд слем турнири (0–0)       |
| Завршно првенство сезоне (0–0) |
| АТП мастерс 1000 (0–0)         |
| АТП 500 (0–0)                  |
| АТП 250 (1–4)                  |

| Финала по подлози |
| ----------------- |
| Тврда (0–0)       |
| Шљака (1–4)       |
| Трава (0–0)       |

| Финала по локацији |
| ------------------ |
| Отворено (1–4)     |
| Дворана (0–0)      |

| Исход     | Бр. | Датум               | Турнир             | Подлога | Противник          | Резултат           |
| --------- | --- | ------------------- | ------------------ | ------- | ------------------ | ------------------ |
| Финалиста | 1.  | 16. септембар 2007. | Букурешт, Румунија | Шљака   | Жил Симон          | 6–4, 3–6, 2–6      |
| Победник  | 1.  | 13. јул 2008.       | Гштад, Швајцарска  | Шљака   | Игор Андрејев      | 6–3, 6–4           |
| Финалиста | 2.  | 19. јул 2009.       | Штутгарт, Немачка  | Шљака   | Жереми Шарди       | 6–1, 3–6, 4–6      |
| Финалиста | 3.  | 11. април 2010.     | Казабланка, Мароко | Шљака   | Станислас Вавринка | 2–6, 3–6           |
| Финалиста | 4.  | 21. мај 2011.       | Ница, Француска    | Шљака   | Николас Алмагро    | 7–6(7–5), 3–6, 3–6 |

### Парови: 4 (2–2)
| Легенда                        |
| ------------------------------ |
| Гренд слем турнири (0–0)       |
| Завршно првенство сезоне (0–0) |
| АТП мастерс 1000 (0–0)         |
| АТП 500 (2–0)                  |
| АТП 250 (0–2)                  |

| Финала по подлози |
| ----------------- |
| Тврда (0–0)       |
| Шљака (2–2)       |
| Трава (0–0)       |

| Финала по локацији |
| ------------------ |
| Отворено (2–2)     |
| Дворана (0–0)      |

| Исход     | Бр. | Датум               | Турнир             | Подлога | Партнер        | Противници                      | Резултат      |
| --------- | --- | ------------------- | ------------------ | ------- | -------------- | ------------------------------- | ------------- |
| Финалиста | 1.  | 18. септембар 2005. | Букурешт, Румунија | Шљака   | Андреј Павел   | Хосе Акасусо Себастијан Пријето | 3–6, 6–4, 3–6 |
| Победник  | 1.  | 20. јул 2008.       | Кицбил, Аустрија   | Шљака   | Џејмс Серетани | Лукас Арнолд Кер Оливје Рокус   | 6–3, 7–5      |
| Финалиста | 2.  | 19. јул 2009.       | Штутгарт, Немачка  | Шљака   | Орија Текау    | Франтишек Чермак Михал Мертинак | 5–7, 4–6      |
| Победник  | 2.  | 26. фебруар 2011.   | Акапулко, Мексико  | Шљака   | Орија Текау    | Марсело Мело Бруно Соарес       | 6–1, 6–3      |